# Kai Meyn
Kai Meyn (* 20. November 1872 in Steinhorst (Lauenburg); † 18. Dezember 1940) war ein deutscher Offizier, zuletzt im Range eines Generalmajors. 
Meyn führte vom 1. Februar 1926 bis zum 31. Januar 1928 als Kommandeur das 9. (Preußische) Infanterie-Regiment in Potsdam. Er wurde unter Verleihung des Charakters als Generalmajor in den Ruhestand versetzt.